# Armenier in Polen

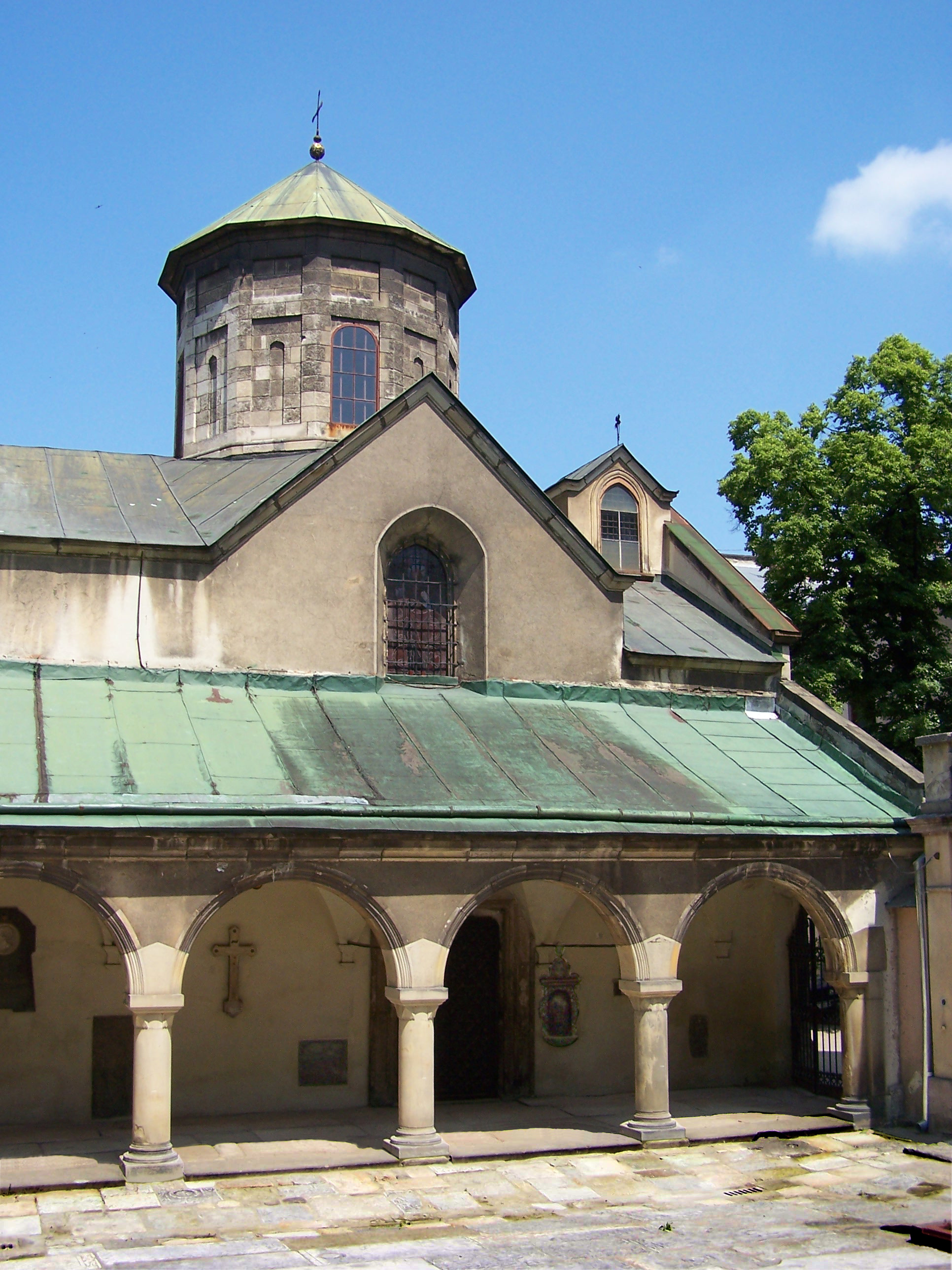
Armenische Kathedrale Lemberg

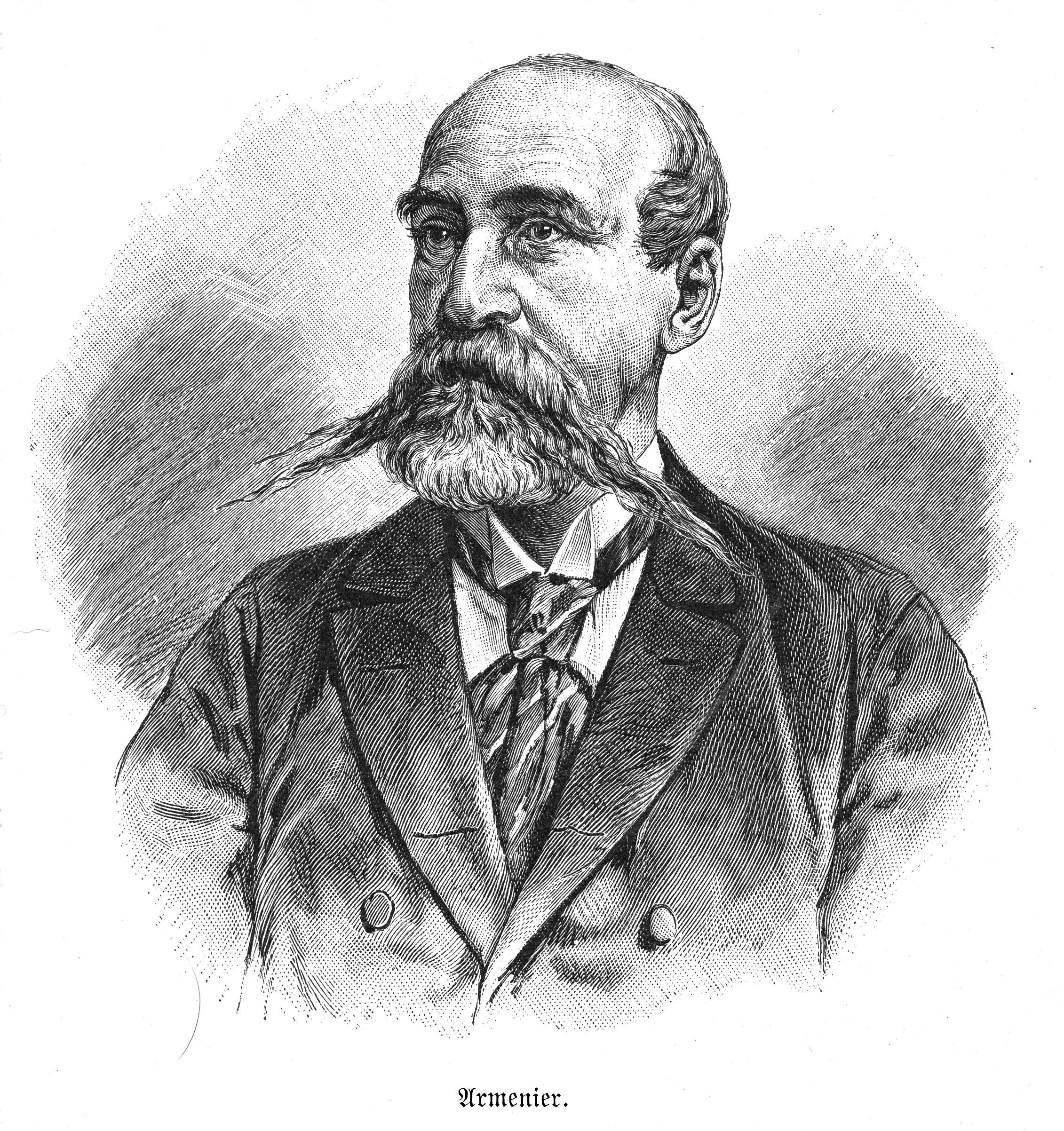
Armenier aus Czernowitz

Die Armenier in Polen bilden eine der ältesten nationalen Minderheiten Polens. Sie siedelten sich im Mittelalter, zur Zeit des Königreichs Polen, in den Städten zwischen Lemberg und Czernowitz an, vor allem als Kaufleute. Die Armenier waren Vermittler zwischen Europa und den Ländern des Nahen Ostens. Ihre Nachkommen spielen auch gegenwärtig eine wichtige Rolle in der polnischen Kultur.
Sie brachten ihre Kultur und Religion mit. Als Christen hatten sie wenig Schwierigkeiten mit der Anpassung in der polnischen Gesellschaft. Sie bauten eigene Gotteshäuser, unterhielten Kontakte mit ihrem Mutterland und dem religiösen Zentrum aller Armenier in Etschmiadsin. Schon 1356 hatte der polnische König Kasimir der Große die Autonomie polnischer Armenier anerkannt und ihnen 1367 erlaubt, eine armenische Kathedrale in Lemberg zu errichten. Es entstand die Armenische Erzeparchie Lemberg.
Wegen der Kenntnis orientalischer Sprachen wurden oft polnische Armenier als Diplomaten in die Länder des Nahen Ostens geschickt.
Um 1630 erkannte der Bischof der polnischen Armenier, Nikolaus Torosowicz, die kirchliche Obrigkeit des Vatikans über die polnischen Armenier an. Die polnischen armenisch-katholischen Gläubigen behielten den traditionellen Ritus.
Die Armenier nahmen Familiennamen in polnischer Form an, gebildet aus armenischen Taufnamen und der polnischen Endung -wicz, wie Torosiewicz (von Toros) oder Sarkisiewicz (von Sarkis).
Der armenischen Volksgruppe entstammten bedeutende polnische Künstler und Gelehrte wie der Komponist Krzysztof Penderecki und der Filmregisseur Jerzy Kawalerowicz.
Mit der Zwangsumsiedlung von Polen aus den ehemaligen polnischen Ostgebieten 1944–1946 verließen die meisten Armenier die von der Sowjetunion besetzten Ostgebiete Polens und siedelten sich in Städten im Westen des Landes wie Breslau, Oppeln und Gleiwitz an.
Nach 1989 kamen viele politische und ökonomische Emigranten aus Armenien nach Polen und fanden Unterstützung seitens der Gesellschaft polnischer Armenier. Bei der Volkszählung 2002 nannten 1100 polnische Staatsbürger armenisch als ihre Nationalität. Für 2003 wurde die Zahl der Armenier auf 5.000 bis 8000 geschätzt. Die Armenier sprechen in Allgemeinen kein Armenisch mehr, sondern Polnisch, gehören aber der Armenisch-katholischen Kirche an. Die einzige Pfarrei befindet sich in Gliwice.